# 釜次智久
釜次 智久（かまつぐ ともひさ、1964年 - ）は日本の映画監督、脚本家。
本職は会社員で、趣味でワイン講師やぶどう栽培を行っている釜野 清登（かまの きよと）の監督名義である。

## 来歴
香川県高松市生まれ。高松市内の小中高校（高校は高松西高等学校）を卒業し、青山学院大学法学部を卒業、香川大学大学院地域マネジメント研究科を修了。

### 映画監督として
2014年4月より、ニューシネマワークショップ(NCW　東京高田馬場)にて、映像制作、配給・宣伝を学んだ。現在、香川県と東京にて映像制作活動を続けている。
映画制作に携わるきっかけは、香川県で毎年開催される「さぬき映画祭」と香川県の情報通信施設e-とぴあ・かがわとの共催事業「映像制作実践講座」「シナリオ講座」に2005年、塾生として参加したことであった。
脚本・監督として香川県の映像塾卒業生や劇団員の協力により製作した3作目の「しあわせ獅子あわせ（50分版）」が、同映画祭2013のコンペティションを経てグランプリとなった。2007年から続くコンペティションにおいて、東京などの県外の監督・スタッフではなく、香川県在住の製作集団がグランプリを獲得したのはこれが初であった。
その後、「しあわせ獅子あわせ（105分版）」は2014年にT-JOY系（新宿バルト9、横浜ブルク13、Tジョイ京都、広島バルト11、Tジョイ博多）他、全国22カ所で上映された。
2017年、さぬき映画祭シナリオ大賞の同名の脚本を基に、さぬき映画祭連携映画制作補助事業として映画「宵闇のリューゲ」を監督、2017年のかがわ文化芸術祭において上映され、その後2018年アンコール上映として香川県下の3箇で上映。2019年には、東京都内4カ所のミニシアター、カフェ・シアター等で上映された。